# Hunalamadike, Sagar
Hunalamadike là một làng thuộc tehsil Sagar, huyện Shimoga, bang Karnataka, Ấn Độ.